# Short track na Zimowych Światowych Wojskowych Igrzyskach Sportowych 2010 – 500 m mężczyzn
Bieg na 500 m mężczyzn na 1. Zimowych Światowych Wojskowych Igrzyskach Sportowych – jedna z zimowych konkurencji rozgrywana podczas igrzysk wojskowych w ramach short tracku, która odbyła się w dniu 23 marca 2010   w hali w Courmayeur położonego w regionie Dolina Aosty we Włoszech.

## Terminarz
Konkurencja rozpoczęła się eliminacjami w dniu 23 marca o godzinie 10:00 (czasu miejscowego).
| Harmonogram przebiegu konkurencji | Harmonogram przebiegu konkurencji | Harmonogram przebiegu konkurencji | Harmonogram przebiegu konkurencji |
| Data                              | Godzina rozpoczęcia               | Godzina rozpoczęcia               | Wydarzenie                        |
| Data                              | (UTC+01:00)                       | CET                               | Wydarzenie                        |
| --------------------------------- | --------------------------------- | --------------------------------- | --------------------------------- |
| 23 marca 2010(dts)                | 10:00                             | 10:00                             | Eliminacje                        |
| 23 marca 2010(dts)                |                                   |                                   | Półfinały                         |
| 23 marca 2010(dts)                |                                   |                                   | Finał                             |

## Uczestnicy
Do zawodów zgłoszonych zostało 12 zawodników (reprezentujących 6 kraje),  a spośród nich najlepszy okazał się Chińczyk Nie Xin.
- Austria (1)
- Belgia (1)
- Chiny (3)
- Niemcy (3)
- Ukraina (3)
- Włochy (1)

## Medaliści
| Złoto           | Srebro            | Brąz                   |
| Chiny · Nie Xin | Chiny · Cui Liang | Włochy · Roberto Serra |

## Wyniki

### Eliminacje
Awans do półfinałów: dwóch najlepszych z każdego biegu eliminacyjnego (Q) oraz 2 z najlepszymi czasami wśród przegranych (q).
| Miejsce | Zawodnik           | Reprezentacja | Czas    | Uwagi   |
| Grupa 1 | Grupa 1            | Grupa 1       | Grupa 1 | Grupa 1 |
| ------- | ------------------ | ------------- | ------- | ------- |
| 1.      | Cui Liang          | Chiny         | 43,305  | Q       |
| 2.      | Siergiej Lifirenko | Ukraina       | 43,638  | Q       |
| 3.      | Andre Pulec        | Austria       | 45,014  | q       |
| 4.      | Christoph Milz     | Niemcy        | 45,087  |         |
| Grupa 2 |                    |               |         |         |
| 1.      | Song Weilong       | Chiny         | 44,337  | Q       |
| 2.      | Torsten Kroger     | Niemcy        | 45,068  | Q       |
| 3.      | Andrej Kożuch      | Ukraina       | 45,161  |         |
| 4.      | Kris Schildermans  | Belgia        | 50,401  |         |
| Grupa 3 |                    |               |         |         |
| 1.      | Nie Xin            | Chiny         | 43,266  | Q       |
| 2.      | Roberto Serra      | Włochy        | 43,494  | Q       |
| 3.      | Hannes Kroger      | Niemcy        | 45,078  | q       |
| 4.      | Anton Simon        | Ukraina       | 46,362  |         |

### Półfinały
- QA - awans do finału A
- QB - awans do finału B

| Miejsce    | Zawodnik           | Reprezentacja | Czas       | Uwagi      |
| Półfinał 1 | Półfinał 1         | Półfinał 1    | Półfinał 1 | Półfinał 1 |
| ---------- | ------------------ | ------------- | ---------- | ---------- |
| 1.         | Nie Xin            | Chiny         | 43,468     | QA         |
| 2.         | Roberto Serra      | Włochy        | 43,651     | QA         |
| 3.         | Siergiej Lifirenko | Ukraina       | 44,260     | QB         |
| 4.         | Hannes Kroger      | Niemcy        | 57,151     | QB         |
| Półfinał 2 |                    |               |            |            |
| 1.         | Cui Liang          | Chiny         | 43,618     | QA         |
| 2.         | Song Weilong       | Chiny         | 43,700     | QA         |
| 3.         | Andre Pulec        | Austria       | 45,020     | QB         |
| 4.         | Torsten Kroger     | Niemcy        | 52,454     | QB         |

### Finał
| Miejsce | Zawodnik      | Reprezentacja | Czas   | Uwagi |
| ------- | ------------- | ------------- | ------ | ----- |
| 01 !    | Nie Xin       | Chiny         | 43,174 |       |
| 02 !    | Cui Liang     | Chiny         | 43,201 |       |
| 03 !    | Roberto Serra | Włochy        | 43,649 |       |
| 4.      | Song Weilong  | Chiny         | 43,716 |       |

| Miejsce | Zawodnik           | Reprezentacja | Czas   | Uwagi |
| ------- | ------------------ | ------------- | ------ | ----- |
| 1.      | Siergiej Lifirenko | Ukraina       | 44,994 |       |
| 2.      | Andre Pulec        | Austria       | 45,080 |       |
| 3.      | Torsten Kroger     | Niemcy        | 45,290 |       |
| 4.      | Hannes Kroger      | Niemcy        | 47,125 |       |

Źródło